# Thiès

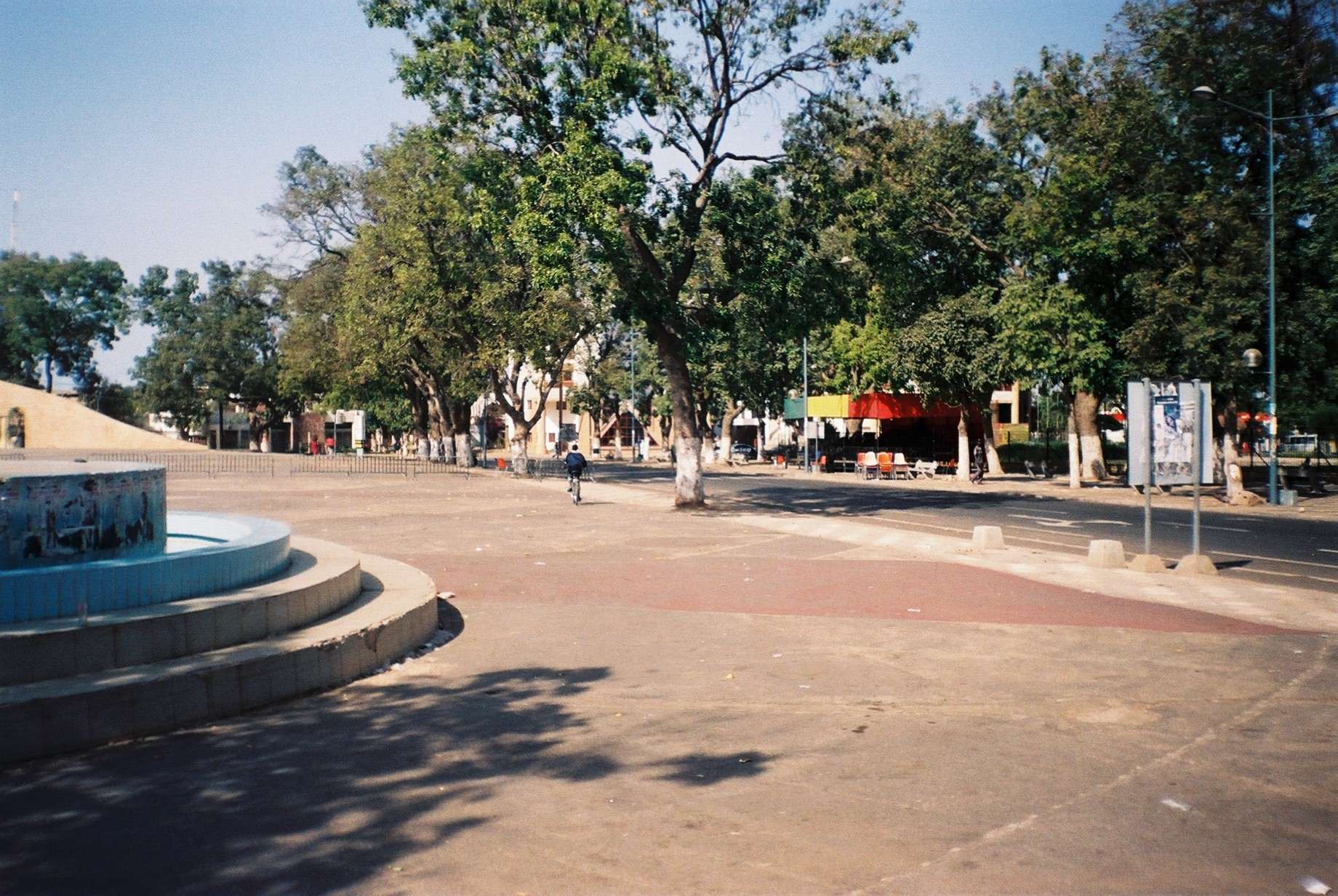
Centrala Thiès.

Thiès (wolof: Khes) är en stad i västra Senegal. Den är administrativ huvudort för regionen Thiès och är en av landets största städer med 317 763 invånare vid folkräkningen 2013.